# Save the Children
Save the Children (швед. Rädda Barnen «Спасём детей») — международная организация, занимающаяся защитой прав детей по всему миру.

## Исторические сведения
Организация была основана Эглантайной Джебб и её сестрой Дороти Бакстон в 1919 году в Великобритании. Основными её целями являются улучшение системы образования, здравоохранения, экономических возможностей, защита детей от насилия и стихийных бедствий, а также другая деятельность по охране и защите прав детей. По мнению сотрудников организации, даже небольшие пожертвования могут спасти большое количество детей.
Шесть месяцев спустя «Спасём детей» была основана в Швеции. Изначально она работала под председательством Эллен Пальмшерна и нескольких активистов, среди которых были журналисты Герда Маркус и Элин Вегнер. Первоначально работа была сосредоточена на облегчении крайней нищеты для детей после Первой мировой войны. Между войнами акцент был сделан именно на детей в Швеции, но всё изменилось после Второй мировой войны, когда у шведов возросло понимание детей, страдающих не только на их земле, но и в различных частях мира. В 1970-х годах «Спасём детей» была преобразована в современное агентство по развитию и изменению положения детей в развивающихся странах.
Организация оказывала помощь пострадавшим детям во время голода в Поволжье (1921—1922), войны во Вьетнаме, гражданской войны в Нигерии, вооружённого конфликта в Донбассе и других бедствий и конфликтов. В последнее время организацией была запущена программа по предоставлению качественного образования восьми миллионам детей, живущим в странах, подверженных частым вооружённым конфликтам.

## Mothers' Index Rankings
Организация ежегодно публикует рейтинг Mothers' Index Rankings, в котором даётся интегральная оценка положения с материнством и детством в странах мира. Согласно рейтингу за 2014 год лучшей страной мира для матери и ребёнка является Финляндия; на втором месте — Норвегия, на третьем — Швеция; Белоруссия — на 26-м месте, Россия — на 62-м, Украина — на 72-м. Первое место в этом рейтинге Финляндия занимает второй год подряд.